# SCB Ed 3/3
Die Schweizerische Centralbahn (SCB) beschaffte zwischen 1868 und 1873 insgesamt 5 Tenderdampflokomotiven der Bauart Ed 3/3. Der Kaufpreis der ersten vier Maschinen wird mit 50 000.- Schweizer Franken angegeben, während die fünfte mit 58 800.- Schweizer Franken verbucht wurde.

## Technisches
Die SCB Werkstätte Olten baute 4 gleiche Lokomotiven zwischen 1868 und 1869, 1873 baute sie eine 5. Lokomotive nach, in die vereinzelte Verbesserungen einflossen. Die Tenderlokomotiven wurden für den Vorspanndienst am Hauenstein angeschafft. Sie sollten aber auch Güterzüge auf den Anschlussstrecken befördern.
Die Lokomotiven besassen einen Innenrahmen. Durch den kurzen Achsstand von 3000 mm und dadurch, dass sich alle Achsen vor der Feuerbüchse befanden, ergab sich ein grosser hinterer Überhang. Aus diesem Grund hatten die Lokomotiven einen sehr unruhigen Lauf. Bei der Nummer 80 wurde der Achsstand um 300 mm verlängert, da aber auch der Kessel um dieses Mass verlängert wurde, blieb der hintere Überhang gleich. Die Kesselmitte befand sich 1740 mm über Schienenoberkante. Der Kessel hatte keinen Dampfdom, allerdings befanden sich auf ihm ein Sanddom und ein Crampton-Gehäuse. In diesem Gehäuse befanden sich die über Hebel zu betätigenden Schieberregulatoren. Vom Gehäuse führten auch die äusseren Einströmrohre zu den Zylindern. Die drei Federwaagensicherheitsventile befanden sich auf dem Regulatorengehäuse und Armaturendom. Die ersten vier Lokomotiven besassen zuerst Räder mit vollem Radkörper, diese wurden später durch Speichenräder ersetzt. Das Triebwerk wirkte auf die dritte Achse (Triebachse). Von dieser aus wurden über Kuppelstangen die übrigen Achsen angetrieben. Als Steuerung war eine Allan-Steuerung mit Exzenter vorhanden. Die Umsteuerung erfolgte mit Schraube, Rad und oberer Steuerwelle. Die Kolbenstangen waren nicht nach vorne durchgeführt. Alle Federn standen über den Achsen und die Befestigungspunkte befanden sich unter dem Laufblech. Die Wasserkästen befanden sich seitlich des Kessels, der Kohlekasten hinter dem Führerstand. Es war eine zweiklötzige Spindelbremse eingebaut, die auf die Triebachse wirkte. Als Kraftbremse war eine Dampfbremse vorhanden. Die Steuerung und Schieber lassen auf die Einrichtung einer Gegendruckbremse schliessen, was allerdings nicht belegt ist.
| SCB | Name       | Fabrik Nummer | Baujahr | Hersteller | Ausrangiert |
| --- | ---------- | ------------- | ------- | ---------- | ----------- |
| 61  | Hegiberg   | 13            | 1868    | SCB Olten  | 1884        |
| 62  | Dürrenberg | 14            | 1868    | SCB Olten  | 1889        |
| 63  | Lötschberg | 15            | 1869    | SCB Olten  | 1893        |
| 64  | Wisenberg  | 16            | 1869    | SCB Olten  | 1885        |
| 80  | Hagberg    | 24            | 1873    | SCB Olten  | 1893        |

## Betriebliches
Die relative schnelle Ausrangierung lässt sich auf zwei Gründe zurückführen. Einmal war sie durch den unruhigen Lauf alles andere als beliebt beim Personal. Zum andern waren die Betriebsstoffvorräte für eine Maschine dieser Leistungsklasse viel zu klein, liessen sich aber nicht vergrößern, weil sie den maximalen Achsdruck schon ausnütze.